# Mont Ventoux Dénivelé Challenge 2021
La 3.ª edición de la clásica ciclista Mont Ventoux Dénivelé Challenge fue una carrera en Francia que se celebró el 8 de junio de 2021 con inicio en la ciudad de Vaison-la-Romaine y final en alto del Mont Ventoux sobre un recorrido de 155,09 kilómetros.
La carrera formó parte del UCI Europe Tour 2021, calendario ciclístico de los Circuitos Continentales UCI, dentro de la categoría 1.1 y fue ganada por el colombiano Miguel Ángel López del Movistar. Completaron el podio, como segundo y tercer clasificado respectivamente, los españoles Óscar Rodríguez del Astana-Premier Tech y Enric Mas, compañero de equipo del vencedor.

## Equipos participantes
Tomaron parte en la carrera 20 equipos: 7 de categoría UCI WorldTeam, 8 de categoría UCI ProTeam y 5 de categoría Continental. Formaron así un pelotón de 131 ciclistas de los que acabaron 86. Los equipos participantes fueron:
| WorldTeams (7)- AG2R Citroën Team - Astana-Premier Tech - Cofidis - EF Education-Nippo - Groupama-FDJ - Movistar Team - Trek-Segafredo ProTeams (8)- Arkéa-Samsic - B&B Hotels p/b KTM - Burgos-BH - Caja Rural-Seguros RGA - Delko - Euskaltel-Euskadi - Equipo Kern Pharma - Total Direct Énergie Equipos continentales (5)- Bike Aid - Global 6 Cycling - Bahrain Cycling Academy - Saint Michel-Auber 93 - Electro Hiper Europa |
| |

## Clasificación final
- Las clasificaciones finalizaron de la siguiente forma:[3]

| \| Clasificación general \| Clasificación general \| Clasificación general \| Clasificación general \| Clasificación general \| \| Ciclista \| Ciclista \| Equipo \| Tiempo \| \| \| --------------------- \| ---------------------------- \| --------------------- \| --------------------- \| --------------------- \| \| 1.º \| Miguel Ángel López \| Movistar Team \| 4 h 30 min 04 s \| \| \| 2.º \| Óscar Rodríguez Garaicoechea \| Astana-Premier Tech \| + 2 min 26 s \| \| \| 3.º \| Enric Mas \| Movistar Team \| + 2 min 33 s \| \| \| 4.º \| Ben O'Connor \| AG2R Citroën Team \| + 3 min 30 s \| \| \| 5.º \| Cristián Rodríguez \| Total Direct Énergie \| + 3 min 30 s \| \| \| 6.º \| Kenny Elissonde \| Trek-Segafredo \| + 4 min 02 s \| \| \| 7.º \| Michel Ries \| Trek-Segafredo \| + 4 min 45 s \| \| \| 8.º \| Simon Carr \| EF Education-Nippo \| + 5 min 41 s \| \| \| 9.º \| Carlos Verona \| Movistar Team \| + 5 min 48 s \| \| \| 10.º \| Geoffrey Bouchard \| AG2R Citroën Team \| + 6 min 10 s \| \| |                              |                      |                 |
| |                              |                      |                 |
| Fuente: ProCyclingStats |                              |                      |                 |
| Clasificación general |                              |                      |                 |
| Ciclista | Ciclista                     | Equipo               | Tiempo          |
| 1.º | Miguel Ángel López           | Movistar Team        | 4 h 30 min 04 s |
| 2.º | Óscar Rodríguez Garaicoechea | Astana-Premier Tech  | + 2 min 26 s    |
| 3.º | Enric Mas                    | Movistar Team        | + 2 min 33 s    |
| 4.º | Ben O'Connor                 | AG2R Citroën Team    | + 3 min 30 s    |
| 5.º | Cristián Rodríguez           | Total Direct Énergie | + 3 min 30 s    |
| 6.º | Kenny Elissonde              | Trek-Segafredo       | + 4 min 02 s    |
| 7.º | Michel Ries                  | Trek-Segafredo       | + 4 min 45 s    |
| 8.º | Simon Carr                   | EF Education-Nippo   | + 5 min 41 s    |
| 9.º | Carlos Verona                | Movistar Team        | + 5 min 48 s    |
| 10.º | Geoffrey Bouchard            | AG2R Citroën Team    | + 6 min 10 s    |

## UCI World Ranking
El Mont Ventoux Dénivelé Challenge otorgó puntos para el UCI World Ranking para corredores de los equipos en las categorías UCI WorldTeam, UCI ProTeam y Continental. Las siguientes tablas muestran el baremo de puntuación y los 10 corredores que obtuvieron más puntos:
| Posición   | 1.º | 2.º | 3.º | 4.º | 5.º | 6.º | 7.º | 8.º | 9.º | 10.º | 11.º | 12.º | 13.º-15.º | 16.º-25.º |
| Puntuación | 125 | 85  | 70  | 60  | 50  | 40  | 35  | 30  | 25  | 20   | 15   | 10   | 5         | 3         |

| Clasificación |                    |                      |        |
| Posición      | Ciclista           | Equipo               | Puntos |
| ------------- | ------------------ | -------------------- | ------ |
| 1.º           | Miguel Ángel López | Movistar             | 125    |
| 2.º           | Óscar Rodríguez    | Astana-Premier Tech  | 85     |
| 3.º           | Enric Mas          | Movistar             | 70     |
| 4.º           | Ben O'Connor       | AG2R Citroën         | 60     |
| 5.º           | Cristián Rodríguez | Total Direct Énergie | 50     |
| 6.º           | Kenny Elissonde    | Trek-Segafredo       | 40     |
| 7.º           | Michel Ries        | Trek-Segafredo       | 35     |
| 8.º           | Simon Carr         | EF Education-NIPPO   | 30     |
| 9.º           | Carlos Verona      | Movistar             | 25     |
| 10.º          | Geoffrey Bouchard  | AG2R Citroën         | 20     |